# 長谷政弘
長谷 政弘（はせ まさひろ、1937年（昭和12年）1月 - 2011年12月20日）は、日本の商学者。日本大学商学部教授などを経て、同大学名誉教授。総合観光学会会長。

## 来歴
東京都出身。日本大学商学部を卒業後、同大学院商学研究科博士課程を満期退学（商学修士）。その後、日本大学商学部に勤務。副手・助手・専任講師、助教授、教授を務め、2000年（平成12年）～2002年（平成14年）まで同学部の学部長兼同大学大学院商学研究科長（前任は、杉井弘和、後任は勝山進、後々任は小関勇）、学校法人日本大学理事を歴任。
また、コロンビア大学経営大学院客員研究員、明治大学商学部非常勤講師、日本観光学会副理事長、日本商業学会理事などを歴任。
現在は、日本大学商学部にて「観光学」、「観光マーケティング」、同大学大学院商学研究科にて「マーケティング特殊講義（II）」の非常勤講師を務めるとともに、学部長時代の2001年に、学会内権力闘争により崩壊していた日本観光学会とは別に、総合観光学会を設立し、2011年まで会長を務めた。
専攻は観光学と観光マーケティングであり（以前は不動産マーケティングも専攻していた）、日本で「観光学」という言葉をいち早く使い始めた人物であり、観光マーケティング研究および観光学者の第一人者として著名であった。愛弟子には立教大学観光学部教授の東徹らがいる。
2011年12月20日、急性肺炎のために逝去。74歳歿。

## 専門
- 商学
- マーケティング
- 観光学
- 観光マーケティング
- 関係性マーケティング
- 社会志向的マーケティング

## 所属学会
- 総合観光学会（会長）
- 日本環境共生学会
- 日本不動産学会（評議委員）
- 日本観光学会（副理事長、常任理事、理事）
- 日本商業学会（理事）

## 著書
- 『現代の商品知識』中央経済社、1978年9月25日。（編著；「第1章 商品知識の基礎」(1-16頁)、「第2章 企業商品知識 I」(17-52頁)、「付録 重要商品の用語解説」(219-229頁)を執筆。）
- 『店舗管理―店舗づくりの考え方・進め方―』税務経理協会、1980年9月1日。（編著）
- 『観光学辞典』同文舘出版、1997年12月26日。
  - 韓国語版：長谷政弘[編著]、韓国国際觀光開発研究院[翻訳]『觀光學辭典』白山出版社、2000年4月1日。
- 『観光マーケティング-理論と実際-』同文舘出版、1998年7月30日。（編著；まえがき、「第1章 観光マーケティングの考え方」(3-14頁)、「第2章 観光マーケティングの戦略対応」(15-26頁)、「第13章 観光マーケティングの現代的課題」(173-191頁)を執筆。）
- 『観光振興論』税務経理協会、1998年11月20日。（編著；はじめに、「第1章 観光振興の現代的意義」(3-14頁)、「第3章-2 観光地のマーケティング」(33-38頁)を執筆。）
- 『観光ビジネス論』同友館、1999年4月23日。（編著；まえがき、「第1章 観光ビジネスの構図」(2-14頁)、「第5章 観光ビジネスのマーケティング」(29-41頁)を執筆。）
- 『新しい観光振興―発想と戦略―』同文舘出版、2003年6月30日。（編著；まえがき、「第1章 新しい観光振興に何が求められるか」(3-24頁)、第2章～第4章の「コメント」を執筆。）

### 共著
- 『ポイント経営学⑧ マーケティング論』学文社、1970年7月5日。（大野和雄と共著；「第1章 マーケティング総論」（1-17頁）「第2章 マーケティング情報」（18-32頁）「第3章 製品計画」（33-49頁）を執筆。）
- 『現代小売マーケティング』白桃書房、1973年2月10日。（大野和雄と共著）
- 『今日のマーケティング』白桃書房、1986年8月26日。（河原茂太郎、佐藤稔と共著；「第3章 マーケティングの考え方」(25-44頁)、「第4章 マーケティングの進め方」(45-56頁)、「第7章 意思決定のためのマーケティング情報」(95-107頁)、「第8章 中核的活動としての製品計画」(109-124頁)を執筆。）
- 『体系現代商学』白桃書房、1992年10月16日。（佐藤稔と共著；「第1章 商業の概念」(1-17頁)、「第3章 商業研究の体系と方法」(33-56頁)、「第4章 流通機能」(57-67頁)、「第5章 需給統一機能」(69-84頁)、「第10章 小売商業形態」を執筆。）
- 『観光学』同文舘出版、1994年5月2日。（塩田正志と共・編著；「第3章 観光者行動」(33-53頁)、「第8章 観光マーケティング」(141-155頁)を執筆。）
- 『現代流通理論』白桃書房、2001年11月26日。（佐藤稔と共著；「第1章 流通概念」(1-41頁)、「第4章 流通の取引対象」(43-50頁)、「第10章 卸売業の意義」(149-155頁)、「第11章 小売業の意義と商圏」(157-165頁)、「第12章 小売流通機関」(167-202頁)、「第13章 小売業の共同化・協同化」(203-217頁)、「第14章 小売業のチェーン化」(219-232頁)を執筆。）
- 『宣伝販売促進読本』(共著)東洋経済新報社、1989年。

### 所収
- 「小売企業の店舗管理」大野和雄[著]『現代マーケティング・ルネサンス―カスタマー・ファーストを求めて―』白桃書房、1976年9月10日。
  - 大野和雄[著]『新現代マーケティング・ルネサンス―カスタマー・ファーストを求めて―』白桃書房、1992年4月16日。
- 「現代企業における基本的製品戦略」鷹取稠先生還暦記念事業会[編]『現代交通と地域の諸問題―鷹取稠先生還暦記念論文集』時潮社、1979年5月5日、249-260頁。